# Вернојхен
Вернојхен (њем. Werneuchen) град је у њемачкој савезној држави Бранденбург. Једно је од 24 општинска средишта округа Барним. Према процјени из 2010. у граду је живјело 7.957 становника. Посједује регионалну шифру (AGS) 12060280.

## Географски и демографски подаци
Вернојхен се налази у савезној држави Бранденбург у округу Барним. Град се налази на надморској висини од 75 метара. Површина општине износи 116,3 km². У самом граду је, према процјени из 2010. године, живјело 7.957 становника. Просјечна густина становништва износи 68 становника/km².

## Међународна сарадња
| Мјесто | Држава | Врста сарадње | Од    |
| ------ | ------ | ------------- | ----- |
|        | Пољска | партнерство   | 2004. |
|        | Пољска | партнерство   | 1996. |
| Извор  |        |               |       |